# Udaipur
Udaipur (en hindi: उदयपुर) es una ciudad localizada al noroeste de la India, es cabecera del distrito de Udaipur en el estado federal de Rajastán. Udaipur fue capital del antiguo reino de Mewar.

## Geografía
Udaipur se localiza al pie de los montes Aravalli y se encuentra al sur de Rajastán, cerca de la frontera con los estados de Guyarat y Madhya Pradesh. Conocida como la «Ciudad de los lagos» o la «Venecia del Este» debido a que existen varios lagos alrededor de la misma, entre los que destacan el Pichola, el Fateh Sagar, el Udai Sagar y el Swarup Sagar. El lago Pichola es el mayor de estos y se localiza en el corazón de la ciudad. Fue construido por Pichhu Banjara durante el reinado de Maharana Lakha hacia 1362. Entre 1743 y 1746 se construyó en este lago, en el islote denominado Jag Niwas, el palacio real de verano, Jag Niwas o (Palacio del Lago) que hoy día alberga un lujoso hotel.

### Clima
El clima de Udaipur es tropical con temperaturas que varían de una máxima de 42.3 °C a una mínima de 28.8 °C durante el verano, mientras que durante el invierno la temperatura oscila entre una máxima de 28.8 °C y una mínima de 2.5 °C. La precipitación pluvial anual promedio es de 610 mm.